# Liste der Baudenkmale in Harmstorf
In der Liste der Baudenkmale in Harmstorf sind alle Baudenkmale der niedersächsischen Gemeinde Harmstorf aufgelistet. Die Quelle der Baudenkmale ist der Denkmalatlas Niedersachsen. Der Stand der Liste ist der 30. September 2021.

## Allgemeines
In den Spalten befinden sich folgende Informationen:
- Lage: die Adresse des Baudenkmales und die geographischen Koordinaten. Kartenansicht, um Koordinaten zu setzen. In der Kartenansicht sind Baudenkmale ohne Koordinaten mit einem roten Marker dargestellt und können in der Karte gesetzt werden. Baudenkmale ohne Bild sind mit einem blauen Marker gekennzeichnet, Baudenkmale mit Bild mit einem grünen Marker.
- Bezeichnung: Bezeichnung des Baudenkmales
- Beschreibung: die Beschreibung des Baudenkmales.
- ID: die Nummer des Baudenkmales
- Bild: ein Bild des Baudenkmales

## Harmstorf
| Lage                                       | Bezeichnung  | Beschreibung | ID       | Bild |
| ------------------------------------------ | ------------ | ------------ | -------- | ---- |
| Hauptstraße 25 53° 20′ 50″ N, 9° 59′ 14″ O | Wagenschauer |              | 26951507 | BW   |